# 五更腸旺

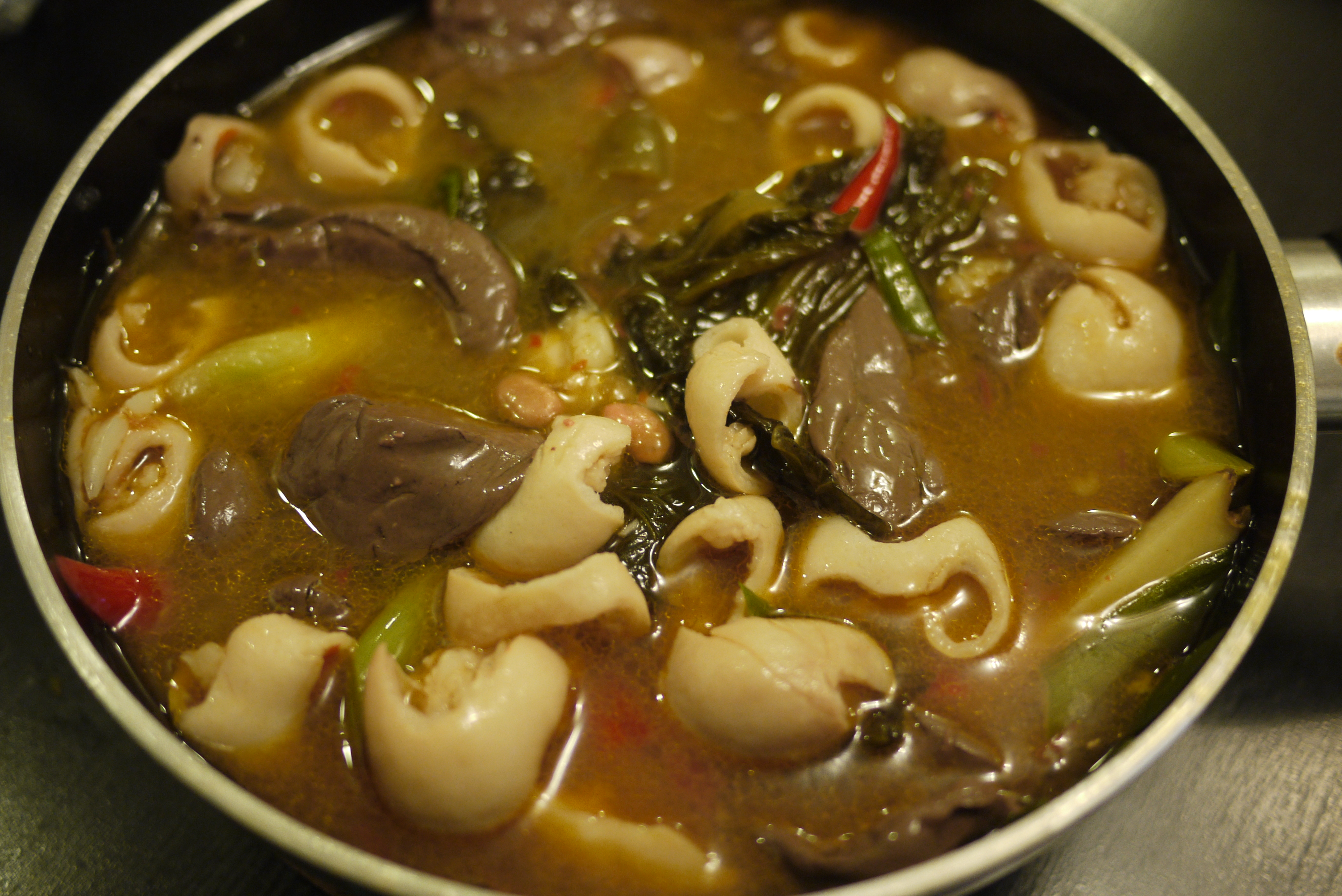
五更腸旺

五更腸旺是一道台式川菜，在台灣的熱炒店、川菜店都可見。

## 起源
五更腸旺常見於台灣川菜館跟海外中餐廳，也被不少台灣人認為是川菜，但中國大陸四川是找不到這道菜的，其實這是台灣發明的「川菜」。有一說法是當年前總統蔣經國的廚師為了滿足高官味蕾，用小火慢慢熬煮豬腸和鴨血，一煮就到五更天（凌晨3點至5點），所以取名「五更腸血」，結果知名畫家張大千嫌菜名不好聽，把名稱改成「五更腸旺」。

## 名稱由來
「五更」這個名稱的由來說法不一，有一說是熬煮此菜需要熬煮到五更；也有說法是烹煮此料理需要使用五種植物的梗－蒜菜、辣椒、蒜頭、薑、青蒜；另一說是其使用的酒精爐似古人入夜後點的小火爐，取其名為五更爐，因而使用此爐具的料理便會冠名五更。
「腸」是指豬大腸，也就是肥腸。
「旺」是指鴨血、豬血或是雞血，貴州人稱其為旺子，又叫血旺。五更腸旺一開始名字原為五更腸血，然而畫家張大千認為此菜名較為不雅，而血是紅色的，在中國傳統文化中代表旺的意思，因此改其名為五更腸旺。

### 象徵意涵
腸旺諧音「昌旺」、「常旺」，而五更代表即將天亮，象徵新的一天，所以五更腸旺也有著「五更昌旺」，象徵每日平安到天明。